# Max Simon
Max Simon (Breslavia, 6 gennaio 1899 – Lünen, 1º febbraio 1961) è stato un generale e criminale di guerra tedesco delle Waffen-SS durante la seconda guerra mondiale. Comandante della 16. SS-Panzergrenadier-Division "Reichsführer-SS", ordinò alcuni tra i più efferati crimini contro l'umanità in Italia, fra tutti l'eccidio di Sant'Anna di Stazzema, dove morirono 560 persone tra cui 130 bambini, e l'eccidio di Vinca.

## Biografia
Entrato nell'esercito imperiale tedesco allo scoppio della prima guerra mondiale, partecipò, come soldato semplice ai combattimenti in Macedonia, e successivamente sul fronte occidentale, venendo decorato con la Croce di Ferro di seconda classe. Al termine della guerra, nel 1919 entrò nei Freikorps della Slesia. Durante la seconda guerra mondiale si distinse per le atrocità commesse in Italia sotto il suo comando come SS-Gruppenführer dalla divisione SS Totenkopf (maggio - ottobre 1943) e dalla 16. SS-Panzergrenadier-Division (ottobre 1943 - ottobre 1944).

### I processi
Al termine della guerra, per la sua responsabilità nei massacri di Marzabotto e Sant'Anna di Stazzema, fu processato a Padova davanti a un tribunale militare britannico, l'ultimo celebrato di una serie di processi tenuti nella stessa città contro criminali di guerra nazisti. Simon fu condannato a morte, ma la sentenza fu quasi immediatamente commutata con il carcere e trasferito in Germania per scontarvi la pena. Come molti altri prima di lui, fu liberato nel 1954 anche per intercessione dell'arcivescovo di Colonia Josef Frings e grazie alla campagna per il perdono e la riabilitazione dei criminali di guerra che coinvolse in particolare la Germania negli anni della guerra fredda, volta a rilegittimare l'esercito tedesco come elemento centrale nello schieramento europeo della NATO.
Dopo la sua liberazione fu accusato dell'impiccagione di tre cittadini di Brettheimer che, verso la fine della guerra, avevano disarmato il locale reparto della Gioventù hitleriana. Processato per questo da un tribunale tedesco, fu assolto in base a elementi formali in prima istanza, e del suo caso fu interessata l'Alta Corte Federale. Durante il processo non si mostrò mai pentito e affermò rifarei esattamente tutto ciò che ho fatto. Nel 1961, mentre il suo caso era riesaminato in sede giudiziaria, morì in seguito a un attacco di cuore.